# Берзпилсская волость
Берзпилсская волость (латыш. Bērzpils pagasts) — одна из 19 волостей Балвского края в Латвии. Волостной центр — село Берзпилс.
На начало 2015 года население волости составляло 740 постоянных жителей.